# Bukavac
Bukavac  é uma criatura mítica demoníaca na mitologia sérvia; a crença sobre ele existiu em Srem.
Bukavac foi às vezes imaginado como um monstro de seis pernas com cornos torcidos. Mora em lagos e grandes piscinas, vindo para fora da água durante a noite fazendo grande barulho (daí o nome: buka, em sérvio - barulho), pulando sobre pessoas e animais e os estrangulando.